# ウィレム4世 (オラニエ公)

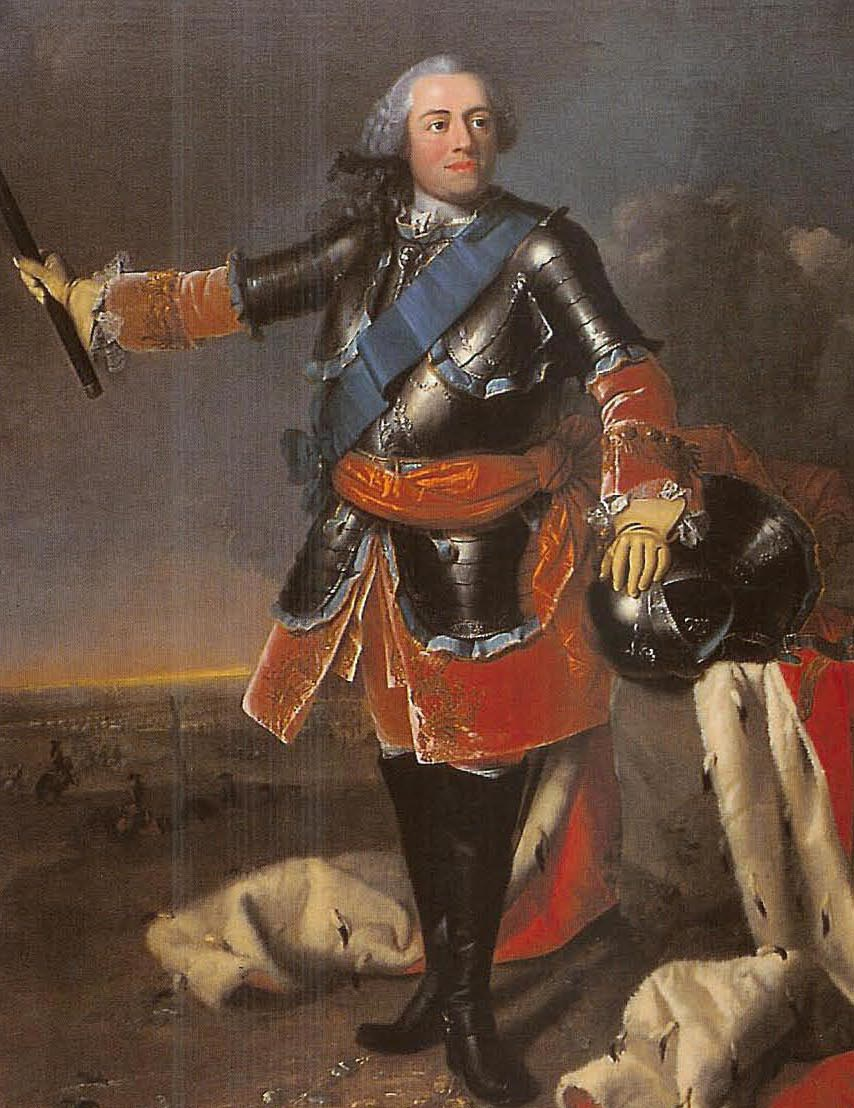
ウィレム4世

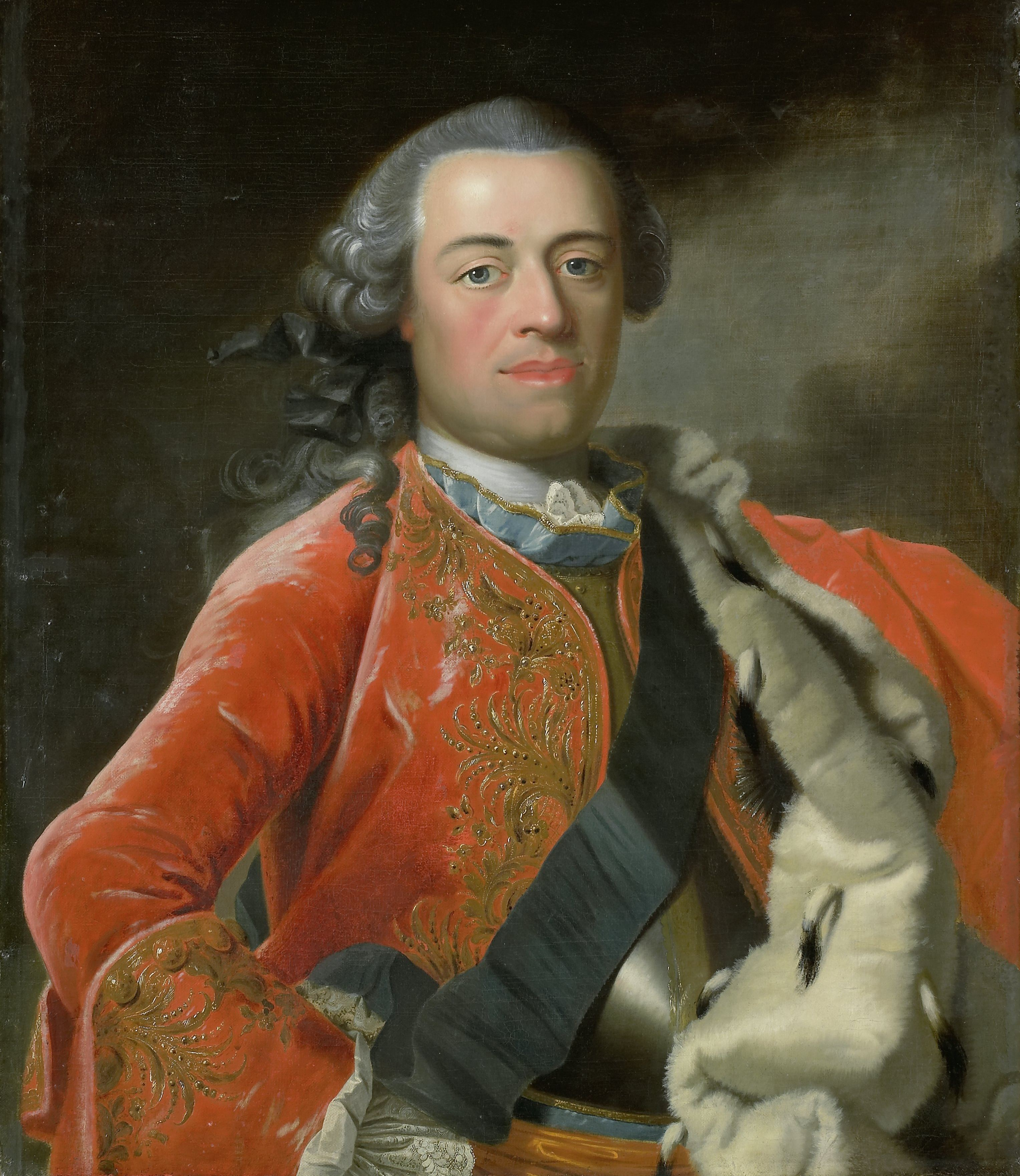
ウィレム4世

ウィレム4世（オランダ語: Willem IV van Oranje-Nassau、1711年9月1日 - 1751年10月22日）は、オラニエ公（在位：1711年 - 1751年）およびオランダ総督（在任：1747年 - 1751年）。オランダ（ネーデルラント連邦共和国）7州の総督を全て兼ね、また総督職の世襲を公認された最初の人物である。父はオラニエ公ヨハン・ウィレム・フリーゾ、母はヘッセン＝カッセル方伯カールの娘マリア・ルイーゼ。

## 生涯
父ヨハンの死の6週間後、レーワルデンで生まれた。そのためウィレムは生まれるとすぐにオラニエ公を継承したが、1713年にオランジュ（オラニエ）公国はフランスによって正式に併合されたため、以後オラニエ公の称号は名目上のみのものとなった。
1702年、ウィレム3世が後継者なしに死去した後、父ヨハン・ウィレム・フリーゾはナッサウ家傍系（ウィレム1世の弟ナッサウ＝ディレンブルク伯ヨハン6世の家系）からオラニエ＝ナッサウ家を継承していたが、ホラント州他4州の総督職には就かず（これらの州は総督を置かず無総督時代になった）、フリースラント州とフローニンゲン州の総督を父から受け継いだのみであった。ウィレムは2州の総督の地位を母の後見の下に継承し、1722年にはヘルダーラント州の総督にも任じられた。なお、オラニエ＝ナッサウ家の継承については1702年以来プロイセン王家との間で対立が続いていたが、1732年にようやく決着がついた。
1739年と1743年にウィレムは、ナッサウ家傍系のナッサウ＝ディレンブルク伯家とナッサウ＝ジーゲン伯家の所領を相続した。
1747年4月、オーストリア継承戦争に巻き込まれてフランス軍の侵攻を受けた連邦共和国は、イギリスの後押しもあって、ウィレム4世を7州全ての総督に選出して陸海軍総司令官とし、その地位の世襲を宣言した。政務の経験はほとんどなかったものの、ウィレムは有能な顧問官と民衆の人気に支えられ、1748年のアーヘンの和約で、連邦共和国は少なくとも損失は免れた。また、1747年にはルートヴィヒ・エルンスト・フォン・ブラウンシュヴァイク＝リューネブルクと出会い、1750年に彼を総司令に任命した。これにより、ルートヴィヒ・エルンストは後に幼いウィレム5世の摂政団の1人になる。
ウィレム4世は1751年、デン・ハーグで死去した。オラニエ公は幼い息子ウィレム5世が母アンの後見の下に継承し、成人後に世襲になった全州総督の地位に就くこととなる。

## 家族
1734年3月25日、ウィレムはセント・ジェームズ宮殿でグレートブリテン王兼ハノーファー選帝侯ジョージ2世の長女アンと結婚した。2人は1男4女をもうけ、うち1男1女が成人した。
- 死産（1736年12月19日）
- 死産（1739年12月22日）
- カロリーナ（1743年2月28日 - 1787年5月6日） - 1760年、ナッサウ＝ヴァイルブルク侯カール・クリスティアンと結婚
- アンナ（1746年11月15日 - 12月19日）
- ウィレム5世（1748年3月8日 - 1806年4月9日）

## 栄典
1720年、ガーター勲章を授与された。